# Sjöräddningscentral

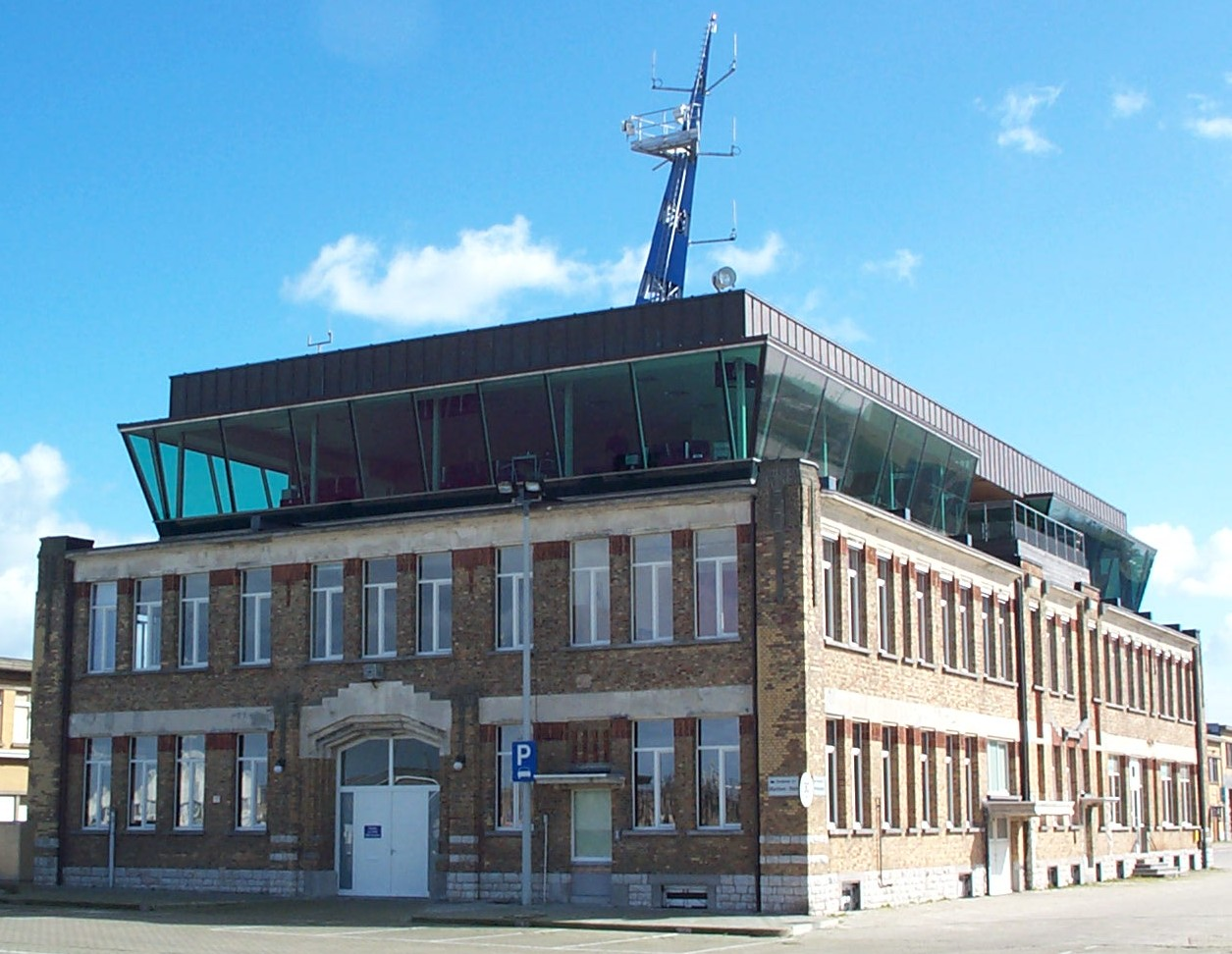
MRCC Ostende, sjöräddningscentralen i Oostende i Belgien

En sjöräddningscentral, MRCC (Maritime Rescue Coordination Centre), samordnar och leder sjöräddningen inom en sjöräddningsregion. Minst en sådan central skall enligt SAR-konventionen finnas i varje land. Denna central kan också utgöras av en integrerad  sjö- och flygräddningscentral, JRCC (Joint Rescue Coordination Centre), gemensam för sjö- och flygräddning.
Den analoga VHF-kanal 16 och den digitala VHF/DSC-kanalen 70, vilka är internationella anrops- och nödkanaler för sjöfart, passas av alla kustradiostationer och handelsfartyg till sjöss, liksom sjöräddningsfarkoster. Ett nödanrop vidarebefordras alltid till Sjöräddningscentralen, respektive Sjö- och flygräddningscentralen. Med VHF-utrustning ombord har man en hög kommunikationssäkerhet på korta håll och kan tala direkt med en stor mängd andra fartyg i närzonen.
Från fartyg i oceanfart måste emellertid, om fartyget befinner sig långt ifrån kusten, MF (gränsvåg) eller HF (kortvåg) eller förbindelse via en kommunikationssatellit användas för att man skall nå fram med nödtrafik till en kustradiostation, som då vidarebefordrar till Sjöräddningscentralen, respektive Sjö- och flygräddningscentralen. Analoga och digitala nöd- och anropskanaler finns också för MF (2182 kHz och DSC 2187,5 kHz) och olika HF-band.
Sjöräddningscentralerna är bemannade dygnet runt och året runt. De alarmeras antingen per kommunikationsradio från fartyg, per telefon, i det senare fallet inom EU och EES, till det allmänna nödnumret 112. 

## Danmark
I Danmark finns en nationell, integrerad räddningscentral för sjö- och flygräddning, JRCC Denmark, som ligger i danska flottans högkvarter i Århus och sköts av Danmarks försvarsmakt.

## Estland
I Estland ligger ansvaret på MRCC Tallinn.

## Finland
I Finland ansvarar gränsbevakningsväsendet för sjöräddningen. Sjöräddningscentralen finns i Åbo (MRCC Turku) och är underställd Västra Finlands sjöbevakningssektion. En sjöräddningsundercentral (MRSC Helsingfors) ansvarar för sjöräddningen i Finska viken. Tidigare fanns en regional sjöräddningscentral också i Vasa. 
Larmnumret till sjöräddningen är 0294 1000. Sjöräddningscentralerna nås också via marin VHF eller MF. Samtal till 112 går till nödcentralerna, som inte vidarekopplar samtal men vid behov kan larma sjöräddningen.
Finland svarar för sjöräddningen på internationellt vatten i Östersjön fram till en viss gräns, enligt bilaterala avtal med Sverige, Ryssland och Estland.

## Lettland
I Lettland ligger ansvaret på MRCC Riga.

## Litauen
I Litauen ligger ansvaret på MRCC Klaipeida.

## Norge

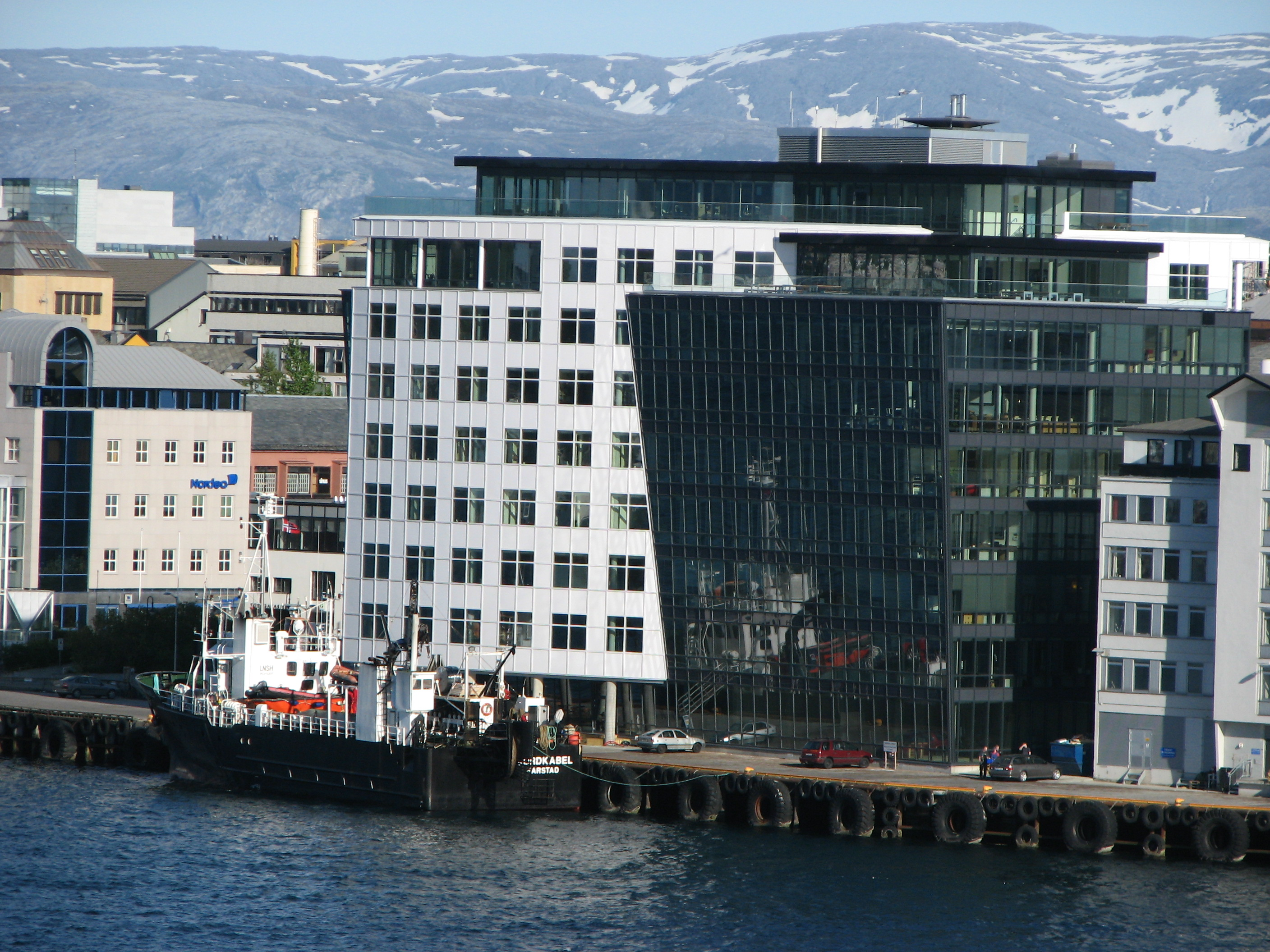
JRCC NN, Hovedredningssentralen i Nord-Norge, Bodø

Huvudartikel: Hovedredningssentralen
I Norge ligger ansvaret för räddningstjänsten på Hovedredningssentralen, under Justis- og beredskapsdepartementet. Den har ansvar också för fjällräddning.
Hovedredningssentralen har två operationscentraler. För Norra Norge finns JRCC NN i Bodø, och för Södra Norge JRCC SN i Sola vid Stavanger, vilka leds av polismästare. Gräns mellan de två ansvarsområdena är 65:e breddgraden.

## Polen
I Polen ligger ansvaret på MRCC Gdynia i Gdynia.

## Ryssland
I Ryssland ligger ansvaret för Östersjön på MRCC Sankt Petersburg.

## Sverige
Huvudartiklar: Sjö- och flygräddningscentralen (JRCC)
Ansvaret för den svenska räddningsregionen ligger på Sjö- och flygräddningscentralen JRCC, (Joint Rescue Coordination Centre) med Sjöfartsverket som huvudman, med anropssignal "Sweden Rescue". Den svenska räddningsregionen omfattar svenskt territorium samt visst internationellt vatten/luftrum enligt avtal med grannländerna.

## Tyskland
Ansvaret i Tyskland ligger på MRCC Bremen (DGzRS-Zentrale i Bremen) med uppdrag från Bundesministerium für Verkehr, Bau- und Wohnungswesen.